# Strangers (Bring Me the Horizon)
Strangers è un singolo del gruppo musicale britannico Bring Me the Horizon, pubblicato il 6 luglio 2022 come secondo estratto dall'ottavo album Post Human: Nex Gen.

## Descrizione
Il brano, il quale stile è stato descritto principalmente come pop punk ed emo e definito un omaggio alle canzoni della prima metà degli anni 2000, è secondo il cantante Oliver Sykes un modo per «comunicare, a chi soffre a causa di diversi traumi, [...] che non è da solo». Lo stesso Sykes ha aggiunto:
Il 20 aprile 2023 il gruppo ha pubblicato come singolo una versione acustica di Strangers, facente parte della campagna a scopo benefico Eart Day 2023 della EarthPercent, fondo che raccoglie donazioni per denunciare la crisi climatica attraverso la musica.

## Video musicale
Il video ufficiale del brano, pubblicato lo stesso giorno di uscita del singolo, è stato diretto da Thomas James ed è ispirato ai racconti e ai pensieri dei fan dei Bring Me the Horizon, che sono stati invitati dai membri del gruppo a condividere le loro storie e i loro problemi personali anonimamente. Il video, dai toni oscuri e horror, è secondo la rivista Revolver ispirato alle serie di film Saw e Alien, mentre IBBOnline lo ha paragonato ai classici e crudi video musicali rock tipici degli anni novanta.

## Tracce
Testi e musiche di Oliver Sykes, Jordan Fish, Lee Malia, Caroline Ailin e BloodPop.
1. Strangers – 3:15

Versione acustica
1. Strangers (Acoustic) – 3:21

## Formazione
Gruppo
- Oliver Sykes – voce
- Jordan Fish – cori, programmazione, ingegneria del suono
- Lee Malia – chitarra
- Matt Kean – basso
- Matthew Nicholls – batteria

Altro personale
- BloodPop – produzione
- Evil Twin – produzione
- Zakk Cervini – produzione, missaggio
- Ted Jensen – mastering
- Nik Trekov – assistenza al missaggio, produzione aggiuntiva
- Choir Noir – cori

## Classifiche
| Classifica (2022)                | Posizione massima |
| -------------------------------- | ----------------- |
| Regno Unito                      | 60                |
| Regno Unito (rock & metal)       | 6                 |
| Stati Uniti (mainstream rock)    | 29                |
| Stati Uniti (rock & alternative) | 28                |